# Arta (Grækenland)
Arta (græsk: Άρτα) er en by i det nordvestlige Grækenland, hovedstad i den regionale enhed Arta, som er en del af Epirus. Byen var kendt i oldtiden som Ambracia (oldgræsk: Ἀμβρακία). Arta er kendt for den middelalderlige bro over Arachthos-floden. Arta er også kendt for sine antikke steder fra Pyrrhus af Epirus' tid og dets velbevarede slot fra det 13. århundrede. Artas byzantinske historie afspejles i dens mange byzantinske kirker; måske den mest kendte er Panagia Paregoretissa (Guds Moder den Trøstende), bygget omkring 1290 af Despot Nikephoros I Komnenos Doukas.

## Etymologi
Oprindelsen af byens navn er ret usikker. Det er enten afledt af en korruption af floden Arachthos, enten fra det latinske ord "artus" (smal) enten fra det slaviske ord "balta" (sump).

### Oldtiden
Den første bosættelse i den moderne bys område stammer fra det 9. århundrede f.Kr. Ambracia blev grundlagt som en korintisk koloni i det 7. århundrede f.Kr. I 294 f.Kr., efter treogfyrre års semi-autonomi under makedonsk overherredømme, blev Ambracia givet til Pyrrhus, konge af Molosserne og af Epirus, som gjorde det til sin hovedstad ved at bruge Ambracia som base for at angribe romerne. Pyrrhus formåede at opnå store, men dyre sejre mod romerne, deraf udtrykket "Pyrrhussejr", som især refererer til en udveksling i slaget ved Asculum. Ikke desto mindre fandt Pyrrhus tid og midler til at pryde sin hovedstad med et palads, templer og teatre. I 146 f.Kr. blev Ambracia en del af den romerske republik.

### Middelalderen
På trods af eksistensen af flere kirker fra det 9. og 10. århundrede, attesteres Arta først i 1082, hvor normannerne under Bohemond belejrede byen. Navnets oprindelse og etymologi er usikker og omdiskuteret. I den komnenske periode blomstrede byen som et kommercielt centrum, med forbindelser til Venedig, og rejste sig til at blive et bispedømme i 1157.
Ved slutningen af det 12. århundrede dannede Arta sandsynligvis et særskilt skattedistrikt (episkepsis) inden for det bredere thema Nikopolis. Efter Konstantinopels fald under det fjerde korstog, er det registreret som pertinentia de Arta i Partitio Romaniae traktaten af 1204, og overdraget til Venedig.
Venetianerne overtog imidlertid ikke kontrollen, for i 1205 kom Michael I Komnenos Doukas til byen, efterfulgte dens tidligere byzantinske guvernør og etablerede hurtigt et nyt fyrstedømme, som af historikere er kendt som Epirus Despotat. Arta forblev hovedstaden i det nye fyrstedømme i det meste af dets historie. Byen blomstrede op, og oplevede betydelig byggeaktivitet med renovering af ældre kirker og opførelse af nye, især Parigoritissa- kirken og Kato Panagia-kirken. Byen havde handelsforbindelser til Venedig - en venetiansk konsul er attesteret i 1284 og 1314/19 , og der eksporteredes tørret kød, svinefedt, skinke, pelse og indigo. Arkæologiske fund vidner også om en lokal keramisk industri.
Godt hjulpet af den byzantinske borgerkrig 1341-1347 og et udbrud af Den Sorte Død, der ødelagde regionen, faldt Arta sammen med resten af Epirus under den serbiske konge Stefan Dushans styre i efteråret 1347. Dushans halvbror Simeon Uroš, der giftede sig med Johannes II Orsinis datter Thomais Orsini, blev udnævnt til guvernør i Epirus.  Byen forblev en del af det nye serbiske imperium indtil Dushans død i 1355. Nikephoros II Orsini genfandt Epirus i 1356/7, men hans død i slaget ved Achelous mod de albanske stammer, der havde invaderet regionen, betød, at Arta vendte tilbage til Simeon Uros' (temmelig nominelle) styre, som foretrak at bo i Thessalien snarere. end Epirus.    Dette efterlod Epirus åben for stigende albansk migration, som snart erobrede det meste af Epirus, bortset fra Ioannina .  I 1367 eller kort efter blev Arta også taget til fange og blev centrum for " Despotatet af Arta ", indtil 1374 under Peter Losha og derefter John Bua Spata .  De albanske herskere formåede at modstå angreb fra angevinerne (engang mellem 1374 og 1384), såvel som af riddernes stormester Juan Fernández de Heredia i 1378, men i 1384 blev byen plyndret af de osmanniske tyrkere.. 

### Osmannisk periode
Under osmannisk styre blev byen kaldt det tyrkiske navn Narda. Den blev besat af venetianere i 1717 og franskmændene i 1797, men osmannerne gentog det i 1799. Adskillige slag fandt sted nær byen under den græske uafhængighedskrig.
Byen blev endelig en del af det græske kongerige i 1881 med Konstantinopel-konventionen.

## Kommunen
Den nuværende kommune Arta blev dannet ved kommunalreformen i 2011 ved sammenlægning af følgende 5 tidligere kommuner, der blev til kommunale enheder (konstituerende fællesskaber i parentes): 
- Amvrakikos (Aneza, Vigla, Gavria, Kalogeriko, Koronisia, Polydroso, Rachi, Strongyli, Psathotopi)
- Arta (Arta, Keramates, Kostakioi, Limini )
- Filothei (Agios Spyridon, Kalamia, Kalovatos, Kirkizates, Rokka, Chalkiades)
- Vlacherna (Vlacherna, Grammenitsa, Grimpovo, Korfovouni)
- Xirovouni (Ammotopos, Dafnoti, Kampi, Pantanassa, Pistiana, Rodavgi, Skoupa, Faneromeni)

Kommunen har et areal på 457,2 km2, byen 47,5 km2.